# Inés de Dinamarca
Inés de Dinamarca (1249 - después de 1290) fue una princesa danesa, la hija menor de Erico IV de Dinamarca y su esposa, Juta de Sajonia. Fue la fundadora oficial del priorato de Santa Inés, en Roskilde, convirtiéndose en su priora.

## Vida
Cuando Inés tenía un año de edad, perdió a su padre, y después que su madre abandonó Dinamarca para casarse en segundas nupcias con el burgrave Burcardo VIII en Alemania. Inés y sus hermanas, Sofía, Ingeborg, y Jutta fueron criadas en la corte de su tío paterno, Abel I de Dinamarca. Las cuatro hermanas tenían el derecho de heredar los latifundios de su padre, pero no pudieron obtenerlos gracias a su tío, quien había depuesto a Erico IV.

### Vida religiosa
Sus hermanas, Ingeborg y Sofía, se casaron con los reyes de Noruega y Suecia respectivamente, y abandonaron Dinamarca con su herencia. Esto mismo no sucedió con Inés y Jutta. En 1264, un convento para mujeres de la Orden Dominicana, el priorato de Santa Inés en Roskilde, fue fundado y nombrado en su honor. La apelación fue enviada al Papa en nombre de Inés, quien expresó su deseo de dedicar su vida y su herencia al convento. La regente de Dinamarca, Margarita Sambiria, fue obligada a jurar que Inés había tomado esta iniciativa por su propia voluntad, antes de la aprobación se le fuera concedida. En realidad, la regente ya no deseaba tener en su posesión la gran herencia de las hijas de Erico IV. Esto sucedería si Inés y su hermana, Jutta, se casaban con príncipes extranjeros y abandonaban Dinamarca, como sus hermanas Ingeborg y Sofía habían hecho.
Tras la fundación del priorato de Santa Inés, ella fue enviada allí por la regente Margarita y nombrada priora.  En 1266, la regente envió a su hermana Jutta al priorato también, quien reemplazó a Inés como priora.

### Últimos años
A ambas hermanas les disgustaba la vida como monjas, y abandonaron el convento en 1270. Inés se las apañó para obtener el control de algunas partes de las propiedades de su padre. Vivió el resto de su vida gobernando sus propiedades en Selandia, y existen muchos documentos que mencionan sus actos como terrateniente. La última vez que se la menciona con vida es en el año 1290. Se desconoce el verdadero año de su muerte. Inés presuntamente se casó con su primo Eric, señor de Langeland.
La casa real danesa y la abadía de Santa Inés se disputaron su herencia hasta la reforma danesa.